# ホフマンエステイツ (イリノイ州)
ホフマンエステイツ（Hoffman Estates）は、アメリカ合衆国イリノイ州のクック郡にある村。人口は5万2530人（2020年）。シカゴの北西45キロメートルに位置している。
村内には鉄道駅がないため、通勤には車か路線バスが使われる。主要な道路は州間高速道路90号線である。郊外型のビジネスパークがあり企業の事業所が豊富にあるので地元で働く住民が多い。プロバスケットボールのウィンディシティ・ブルズが本拠地としている。

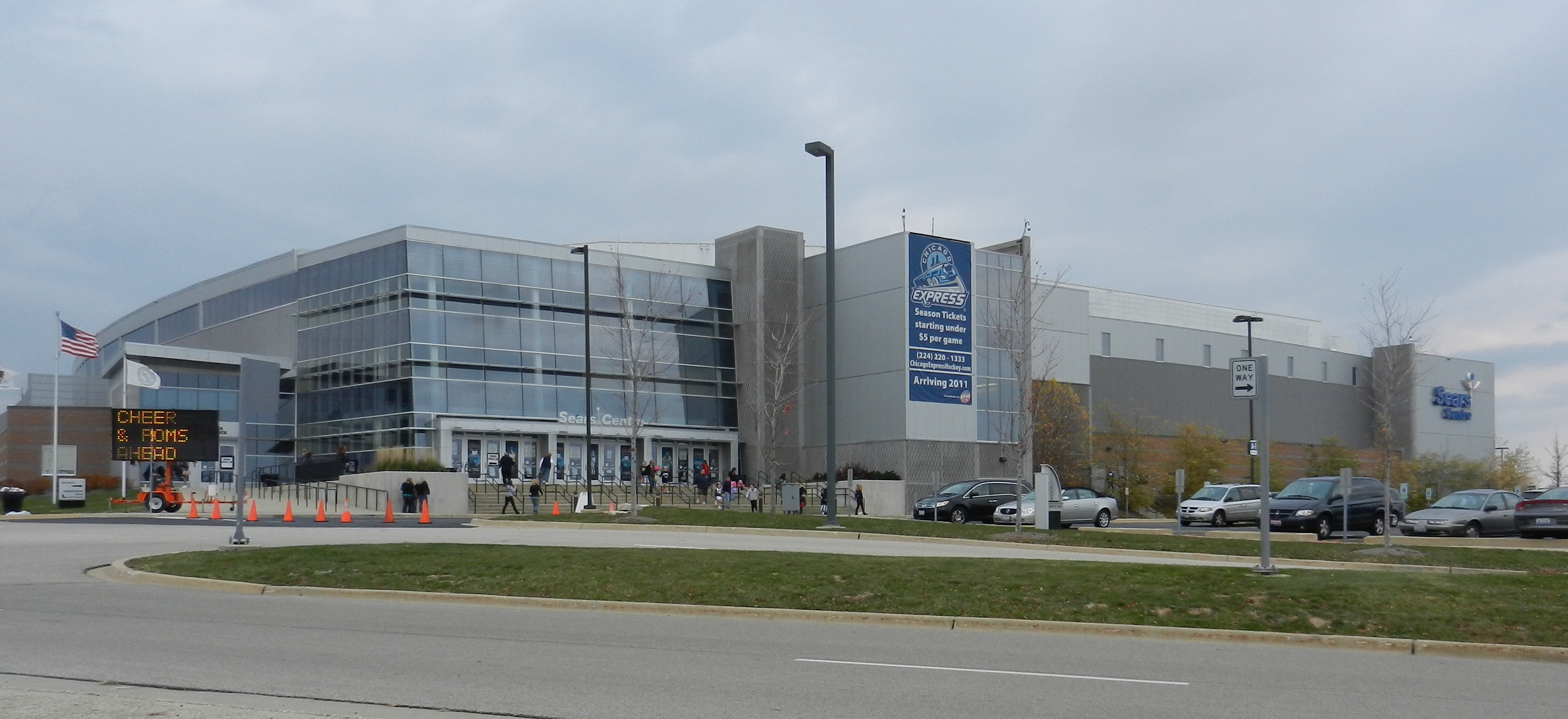
ナウ・アリーナ